# Четврта влада Николе Узуновића
Четврта влада Николе Узуновића је била влада Краљевине Срба, Хрвата и Словенаца која је владала од 1. фебруара 1927. до 17. априла 1927. године.

## Чланови владе
| Функција                                                            | Слика | Име и презиме             | Детаљи       |
| ------------------------------------------------------------------- | ----- | ------------------------- | ------------ |
| Председник Министарског савета                                      |       | Никола Т. Узуновић        |              |
| Министар иностраних дела                                            |       | Нинко Перић               |              |
| Министар војске и морнарице                                         |       | Стеван Хаџић              |              |
| Министар унутрашњих дела                                            |       | Божидар Ж. Максимовић     |              |
| Министар правде                                                     |       | Милан Сршкић              |              |
| Министар просвете                                                   |       | Велимир Вукићевић         |              |
| Министар финансија                                                  |       | Богдан Ст. Марковић       |              |
| Министар грађевина                                                  |       | Душан Сернец              |              |
| Министар пољопривреде и вода                                        |       | Франц Куловец             |              |
| Министар пошта и телеграфа                                          |       | Милорад Вујичић           | до 4.2.1927. |
| Министар пошта и телеграфа                                          |       | Василије И. Јовановић     | заступник    |
| Министар шума и рудника                                             |       | Крста Љ. Милетић          |              |
| Министар социјалне политике                                         |       | Андреј Госар              |              |
| Министар вера                                                       |       | Милош Трифуновић          | до 4.2.1927. |
| Министар вера                                                       |       | Милан Сршкић              | заступник    |
| Министар народног здравља                                           |       | Славко С. Милетић         |              |
| Министар припреме за Уставотворну скупштину и изједначење закона    |       | Василије И. Јовановић     |              |
| Министар аграрне реформе и заступник министра трговине и индустрије |       | Милан Симоновић           |              |
| Министар саобраћаја                                                 |       | Светислав Т. Милосављевић |              |